# Asmodee
Asmodee (раніше відомий як Asmodée Editions) — французький видавець настільних ігор, карткових ігор та рольових ігор (RPG). Заснована в 1995 році для розробки власних ігор, а також для видання та дистрибуції ігор інших малих розробників. З тих пір компанія придбала численних інших видавців настільних ігор. Підрозділ Twin Sails Interactive (раніше Asmodee Digital) видає відеоігрові адаптації ігор Asmodee.

## Історія
Asmodee була заснована в 1995 році Марком Нуньєсом з метою не лише розробляти власні настільні ігри, але й співпрацювати з іншими малими видавцями настільних ігор, пропонуючи їм послуги з видання та дистрибуції, насамперед у Франції. Одним з ранніх успіхів компанії була гра Jungle Speed, яку вони придбали в 1998 році і активно просували у різні іграшкові магазини та роздрібні точки у Франції, продавши понад 4 мільйони копій. У 2003 році компанія отримала права на публікацію французької версії Pokémon Trading Card Game, що також допомогло збільшити продажі. Близько 2007 року Нуньєс спрямовує Asmodee на європейський та міжнародний ринок. Компанія отримала 40% інвестицій від Montefiore Investment, що допомогло їм придбати додаткових малих видавців. Придбання в цей період включають Esdevium, найбільшого дистриб'ютора хобі-ігор у Великобританії, в 2010 році.
У січні 2014 року Asmodee була придбана французькою приватною інвестиційною компанією Eurazeo за €143 мільйони. Під управлінням Eurazeo, Asmodée стала активнішою у придбанні інших видавців та розробників настільних ігор. Asmodee в даний час розповсюджує ігри під брендами Descartes Editeur та Eurogames, придбаними при покупці Descartes. Однак вони не використовували ці бренди для жодних оригінальних публікацій після покупки.
У серпні 2014 року Asmodee погодилася на злиття з американськими видавцями настільних ігор Days of Wonder. Пізніше того ж року вони також злилися з Fantasy Flight Games.
У січні 2016 року Asmodee отримала права на англомовні версії ігор Catan від Mayfair Games, створивши нову компанію Catan Studio, Inc. Також 27-го в тому ж місяці Asmodee оголосила про придбання Nordic/Dutch-європейського розробника настільних і карткових ігор Bergsala Enigma, який буде перейменований на своє оригінальне ім'я Enigma Distribution.
На початку 2018 року Eurazeo почала шукати потенційного покупця для Asmodee і оголосила в липні 2018 року про продаж компанії іншій французькій приватній інвестиційній компанії PAI Partners за приблизну ціну €1,2 мільярда. У 2020 році Asmodee запустила видавця книг Aconyte для публікації робіт, пов'язаних з їхніми іграми.
У жовтні 2020 року Asmodee оголосила про продаж британської компанії з видання настільних ігор, пазлів і книг The Lagoon Group американській ігровій компанії University Games і розмістила Lagoon під їхнім британським підрозділом University Games UK.
Компанія придбала Board Game Arena, цифровий симулятор настільних ігор, у лютому 2021 року, з планами адаптувати свої ігри для додавання до його бібліотеки.
У вересні 2021 року PAI Partners оголосили про продаж Asmodee за 2 мільярди євро. Embracer Group у грудні 2021 року зробила пропозицію про поглинання за €2,75 мільярда, що зробило б її дев'ятою операційною групою в Embracer. Під час цього оголошення вони також розкрили придбання інтернет-роздрібного сайту Miniature Market у 2021 році. Embracer Group офіційно завершила поглинання Asmodee 8 березня 2022 року.

### Twin Sails Interactive
Окрім прав на фізичну публікацію, Asmodee почала розробляти відеоігри на основі своїх настільних ігор для персональних комп'ютерів та мобільних пристроїв. Багато з цих ігор були створені на основі програмних бібліотек, які Days of Wonder розробили для своєї цифрової версії Ticket to Ride. Станом на січень 2017 року компанія видала цифрові версії Mysterium та Potion Explosion, а також інші назви, опубліковані їхніми придбаними компаніями. Філіп Дау, головний маркетинг директор Asmodee Digital, зазначив, що вони очікують випустити ще 20 ігор до кінця 2017 року.
У жовтні 2017 року Asmodee та Fantasy Flight оголосили про створення Fantasy Flight Interactive, підрозділу об'єднаних компаній для перенесення більшої кількості фізичних настільних ігор Fantasy Flight у цифрові версії. Серед ігор, розроблених студією, були The Lord of the Rings: Adventure Card Game та The Lord of the Rings: Journeys in Middle-earth. Однак, у рамках компанійських скорочень, підрозділ Fantasy Flight Interactive був закритий у січні 2020 року, а мобільна версія The Lord of the Rings: Adventure Card Game так і не була випущена. Після закриття Fantasy Flight Interactive, у лютому 2020 року Asmodee оголосила, що відкриває свою бібліотеку настільних ігор для створення цифрових версій через ліцензійні опції для будь-якого розробника. 11 лютого 2021 року Asmodee оголосила про придбання платформи цифрових мультиплеєрних настільних ігор Board Game Arena. Asmodee Digital була перейменована на Twin Sails Interactive у серпні 2022 року.

## Продукти
Ігри, видані Asmodée, включають:
- 7 Wonders
- Carcassonne
- Catan
- Citadels
- Diplomacy
- Dixit
- Dobble
- Formula De
- Hanabi
- Jaipur
- Jungle Speed
- Liar's Dice
- Pandemic
- Розкіш
- Star Wars: X-Wing Miniatures Game
- Talisman: Digital Edition
- The Werewolves of Millers Hollow
- Ticket to Ride
- Time's Up!

## Дочірні компанії
- Access+
- Aconyte
- Asmodee Deutschland
- Atomic Mass Games
- Bezzerwizzer Studio
- Catan Studio
- Days of Wonder
- Edge Entertainment
- Exploding Kittens
- Fantasy Flight Games
- Gamegenic
- Libellud
- Lookout Games
- Mixlore
- Pearl Games
- Plan B Games
- Rebel Studio
- Repos Production
- Space Cow
- Space Cowboys
- The Green Board Game Co.
- Unexpected Games
- Z-Man Games
- Zygomatic Games

## Зовнішні посилання
- Офіційний (оригінальний) сайт Asmodée Éditions (фр.)
- Asmodee Біографія на сайті BoardgameGeek